# Юпурга
39°14′05″ пн. ш. 76°46′05″ сх. д. / 39.23471° пн. ш. 76.76805° сх. д.
Юпурга (кит. 岳普湖县, пін. Yuèpŭhú Xiàn, трансліт. Yopurga) — один із повітів КНР у складі області Кашгар, СУАР. Адміністративний центр — містечко Юпурга.

## Географія
Повіт Юпурга лежить на висоті понад 1200 метрів над рівнем моря у західній частині СУАР.

### Клімат
Повіт знаходиться у зоні, котра характеризується кліматом пустель помірного поясу. Найтепліший місяць — липень із середньою температурою 25,5 °C. Найхолодніший місяць — січень, із середньою температурою -5,5 °С.
| Клімат повіту Юпурга    | Клімат повіту Юпурга | Клімат повіту Юпурга | Клімат повіту Юпурга | Клімат повіту Юпурга | Клімат повіту Юпурга | Клімат повіту Юпурга | Клімат повіту Юпурга | Клімат повіту Юпурга | Клімат повіту Юпурга | Клімат повіту Юпурга | Клімат повіту Юпурга | Клімат повіту Юпурга | Клімат повіту Юпурга |
| Показник                | Січ.                 | Лют.                 | Бер.                 | Квіт.                | Трав.                | Черв.                | Лип.                 | Серп.                | Вер.                 | Жовт.                | Лист.                | Груд.                | Рік                  |
| Середній максимум, °C   | 1,2                  | 6,9                  | 15,6                 | 23,7                 | 28,2                 | 31,8                 | 33,4                 | 32,4                 | 28                   | 21                   | 11,8                 | 2,9                  | 19,7                 |
| Середня температура, °C | −5,5                 | 0                    | 8,4                  | 15,9                 | 20,3                 | 23,9                 | 25,5                 | 24,3                 | 19,4                 | 12                   | 3,5                  | −3,7                 | 12                   |
| Середній мінімум, °C    | −11,3                | −6,4                 | 1,4                  | 8,3                  | 12,8                 | 16,2                 | 18,1                 | 17                   | 12,1                 | 4,6                  | −3                   | −8,9                 | 5,1                  |
| Норма опадів, мм        | 1.9                  | 2.5                  | 5.2                  | 4.6                  | 10.7                 | 12.1                 | 11.9                 | 13.5                 | 6.3                  | 4.2                  | 1.8                  | 1.1                  | 75.8                 |
| Вологість повітря, %    | 65                   | 55                   | 45                   | 38                   | 40                   | 42                   | 46                   | 51                   | 55                   | 58                   | 60                   | 68                   | 51.9                 |
| ----------------------- | -------------------- | -------------------- | -------------------- | -------------------- | -------------------- | -------------------- | -------------------- | -------------------- | -------------------- | -------------------- | -------------------- | -------------------- | -------------------- |
| Джерело: data.cma.cn    |                      |                      |                      |                      |                      |                      |                      |                      |                      |                      |                      |                      |                      |